# Myrmarachne caliraya
Myrmarachne caliraya — вид павуків родини павуки-стрибуни (Salticidae).

## Поширення
Вид описаний на рисовому полі у районі озера Калірая (Caliraya) на філіппінському острові Лусон.

## Опис
Тіло завдовжки 7-10 мм. Мірмекоморфний вид. За зовнішнім виглядом і забарвлення тіла нагадує мурах. Крім того він виробляє феромони, через які мурахи сприймають його за представника свого виду. Так павук проникає у гнізда мурах та полює на їхні личинки.